# Cecilia Young
Cecilia Young (getauft am 7. Februar 1712 in London; † 6. Oktober 1789 ebenda) war eine englische Sängerin (Sopran) aus einer bekannten Musikerfamilie. Sie arbeitete zeitweise mit Georg Friedrich Händel zusammen und war die Frau des bekannten Komponisten Thomas Augustine Arne, weshalb sie auch als Cecilia Arne, Cecilia Young-Arne oder als Mrs Arne bekannt ist.

## Leben
Cecilia war eine Tochter des Organisten und Komponisten Charles Young und hatte zwei Schwestern, die ebenfalls Sängerinnen waren: Isabella, die mit dem Komponisten John Frederick Lampe verheiratet war (Mrs Lampe), und Ester oder Hester (Mrs Jones). Auch drei Töchter ihres Bruders (und Organisten) Charles Young – Isabella (Mrs Scott), Elisabeth (Mrs. Dorman) und Mary oder Polly (Mrs Barthélémon) – waren Sängerinnen. In den Quellen erscheinen alle diese Sängerinnen zum Teil unter dem Namen Mrs Young, weshalb es nicht immer klar ist, welche von ihnen gemeint ist.

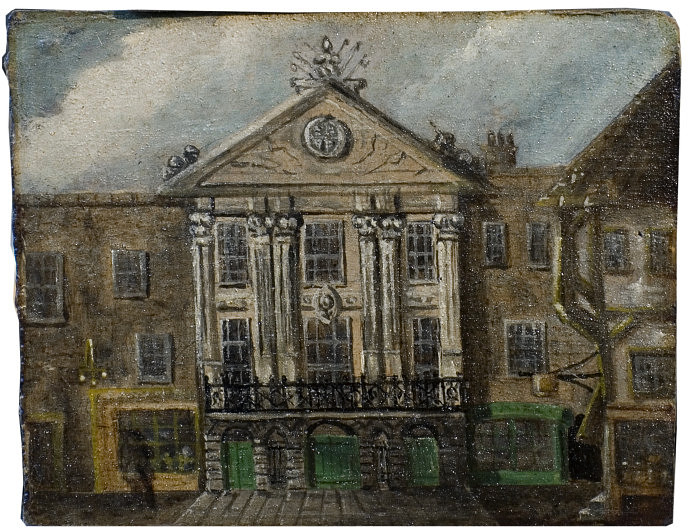
Das Theatre Royal Drury Lane

Cecilia Young erhielt ihre musikalische Ausbildung bei Francesco Geminiani, von dem sie ihre italienische Belcanto-Technik erlernte. Geminiani ließ sie auch am 4. März 1730 zum ersten Mal öffentlich in einem Konzert am Drury Lane Theatre singen.
Ihr Operndebüt am Haymarket Theatre hatte sie am 16. November 1732 als Britannia in der gleichnamigen Oper ihres Schwagers Lampe. Im Februar 1733 sollte sie die Titelrolle in Willem de Feschs Oratorium Judith singen, musste jedoch wegen Krankheit durch eine andere Sängerin ersetzt werden.
Wahrscheinlich war Cecilia die „Miss Young“, die am 16. April 1733 am Lincoln’s Inn Fields Theatre als Penelope in John Christopher Smiths Ulysses auftrat, neben der Altistin Jane Barbier in der Titelrolle.
Neben ihrer Bühnentätigkeit sang sie häufig in Konzerten, u. a. in den York Building’s, der Stationer’s Hall und in der Swan Tavern.

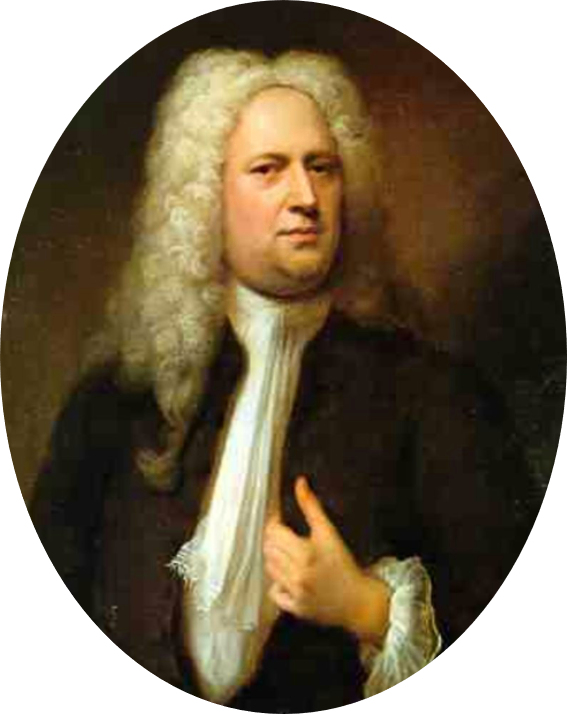
Georg Friedrich Händel

Ihre Zusammenarbeit mit Händel begann 1734 mit dem Pasticcio Oreste an der Covent Garden Oper. Er setzte sie normalerweise als seconda donna ein und komponierte für sie 1735 die Partien der Dalinda in Ariodante (UA: 8. Januar) und der Morgana in Alcina (UA: 16. April). In beiden Opern stand sie neben den beiden Stars Anna Maria Strada und Giovanni Carestini auf der Bühne. Dass Cecilia Young eine beachtliche Koloraturfähigkeit besaß, bezeugt Händels Arie Tornami a vagheggiar aus Alcina, die wegen ihrer attraktiven Virtuosität später oft von den Sängerinnen der Titelrolle gesungen wurde (u. a. von Joan Sutherland).
Cecilia sang außerdem in Händels Oratorien Deborah (als Jael; 28. März) und Athalia (Titelrolle; Londoner Premiere am 1. April), und im Februar 1736 in der Uraufführung von Das Alexanderfest. 1739 war sie die erste Merab in Händels Saul und sang auch in Pescettis Oper Angelica e Medoro.
Am 15. März 1737 heiratete sie Thomas A. Arne in einer katholischen Hochzeitszeremonie, was ihr von ihrem protestantischen (oder anglikanischen) Vater nie vergeben wurde.
Von 1737 bis 1739 sang sie am Drury Lane, in Covent Garden und am King’s Theatre. Danach war sie bis 1742 am Drury Lane, und verhalf Arnes Opern Comus (Text: Milton), The Tempest, Alfred (mit dem berühmten „Rule, Britannia“) und Rosamond zum Erfolg.
Von 1742 bis 1744 war das Ehepaar Arne im irischen Dublin, wo sie im Aungier Street Theatre in verschiedenen Oratorien sang, und wiederum in Comus und Rosamond. Am 9. Januar 1744 versuchte sie sich in dem Theaterstück The Dragon of Wantley zum ersten Mal als Schauspielerin in einer komischen Rolle.
Nach ihrer Rückkehr nach England im September 1744 sang sie häufig und mit großem Erfolg im Drury Lane Theatre und bei Konzerten in Vauxhall und in anderen Londoner pleasure gardens, wo sie insbesondere Arnes Songs populär machte.

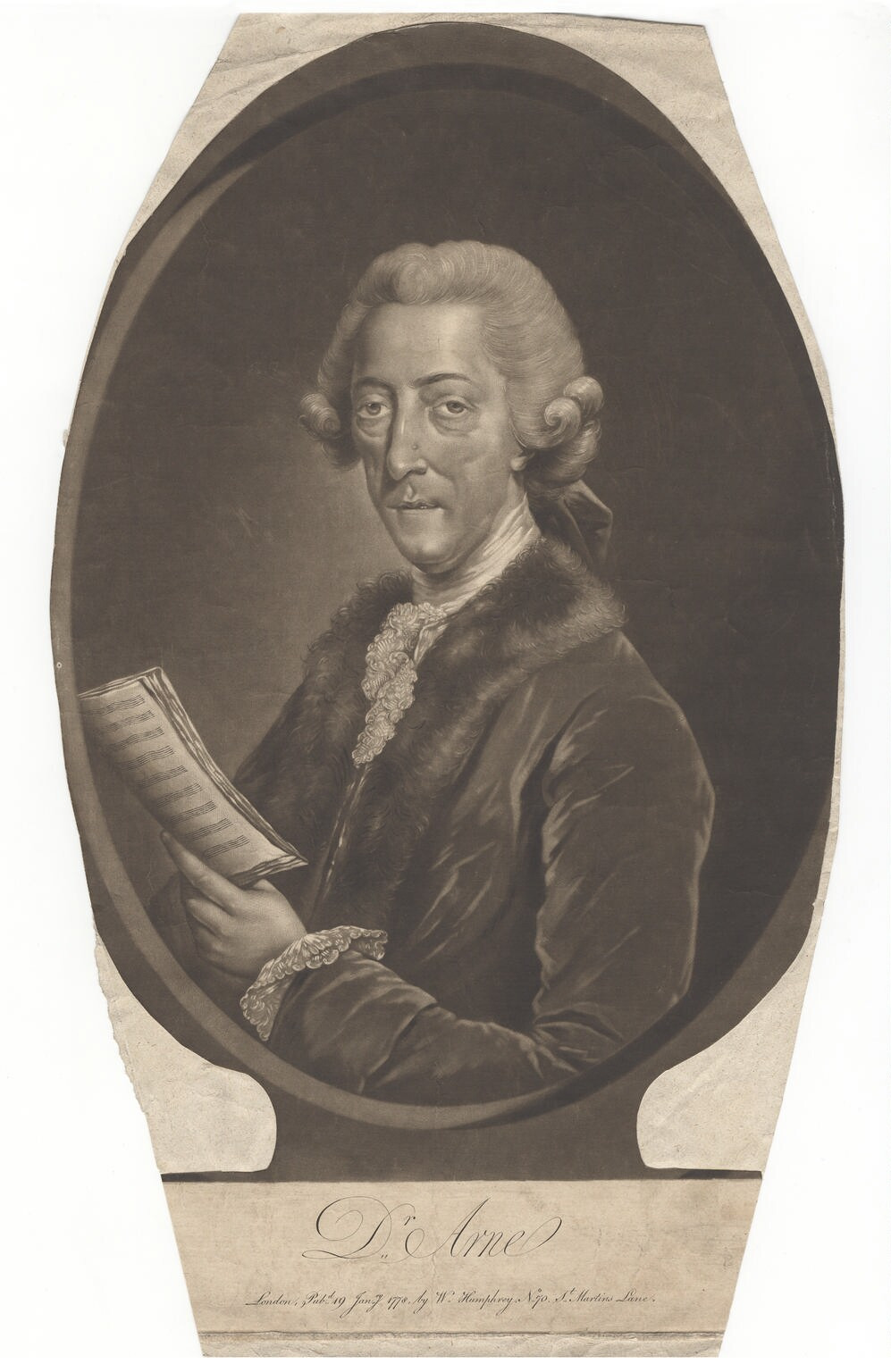
Thomas Augustine Arne

Die Ehe mit Thomas Arne war leider nicht glücklich. Es heißt, er sei nicht treu gewesen, und der 1741 geborene gemeinsame Sohn Michael Arne, der ebenfalls Komponist wurde, sei gar nicht Cecilias Sohn gewesen, sondern ein uneheliches Kind von Thomas. Allerdings scheint Cecilia ein gutes und enges Verhältnis zu Michael gehabt zu haben. Unter der unglücklichen Ehe-Situation litt ihre Gesundheit und sie konnte immer seltener öffentlich auftreten. Einer von Arnes Schülern behauptete außerdem, Cecilia habe getrunken.
1748–49 reiste sie ohne ihren Mann, aber gemeinsam mit ihrer Schwester Isabella (Mrs Lampe) und deren Mann John Frederick Lampe nach Dublin, wo sie in Händels Pastorale Acis and Galatea, und in seinen Oratorien Esther und Solomon sang.
In London hatte sie zwischen 1750 und 1752 ein Engagement am Covent Garden und wirkte am 5. Februar 1751 im Theatre at the Haymarket in einem Benefizkonzert für Michael Arne mit, u. a. in The Judgement of Paris von ihrem Gatten Thomas Arne (Text: Congreve).
Ihre letzte Opernrolle war die Britannia in der Oper Eliza ihres Mannes im Mai 1754 am Londoner New Theatre.
1755 war sie wieder in Dublin, zusammen mit ihrem Mann, ihrer Schwester Hester und ihren Nichten Mary (Polly) und Elizabeth; auch dabei war Thomas‘ Schülerin, die Sängerin Charlotte Brent, die später ein Liebling des Londoner Publikums wurde. Hier kam es nach einem Streit zum endgültigen Bruch des Ehepaares Arne, und Thomas reiste alleine nach London zurück. Cecilia blieb in Dublin, ihre Gesundheit verschlechterte sich jedoch so sehr, dass sie nicht mehr auftreten konnte und in finanzielle Schwierigkeiten geriet. Mit Gesangsunterricht versuchte sie sich und ihre 9 Jahre alte Nichte Polly (Mary) über Wasser zu halten. Mrs Delany, eine bekannte Bewunderin von Händel, begegnete ihr dort und berichtete, dass Cecilia in einem bemitleidenswerten Zustand war und ihre Stimme ihren einstigen Charme verloren hatte.
1762 war Cecilia Young wieder zurück in London. Sie lebte zuletzt bei ihrer Nichte Mary (Polly), die mit dem Geiger und Komponisten François-Hippolyte Barthélémon verheiratet war, und sang nach langer Pause am 16. Mai 1774 noch ein letztes Mal öffentlich in einem Benefizkonzert zugunsten von Mary.
Thomas Arne, der sich all die Jahre sehr hartherzig gegenüber seiner Frau verhalten hatte, versöhnte sich 1777, nur wenige Monate vor seinem Tode, mit Cecilia und bedachte sie in einem Anfall später Reue auch in seinem Testament. Unter anderem setzte er sie als Nutznießerin seiner Werke ein.
Für Charles Burney war Cecilia Young die beste englische Sängerin ihrer Zeit (ca. 1735–50), sie habe eine gute Naturstimme und einen feinen Triller gehabt („a good natural voice and a fine shake“) und ihr Stil sei allen anderen Engländerinnen „unendlich überlegen“ gewesen („her style of singing was infinitely superior to that of any other English woman of her time“). Der Komponist Dibdin lobte die „Süße und Einfachheit“ („sweetness and simplicity“) ihres Gesangs.